# Get the Balance Right!
«Get the Balance Right!» — сьомий сингл британської групи Depeche Mode, записаний у Blackwing Studios, вийшов 31 січня 1983. Це перший сингл Depeche Mode, відтоді як Алан Уайлдер офіційно став учасником групи, і перший сингл, що містить пісню, спільно написану Мартіном Гором і Уайлдером («The Great Outdoors!»).
«Get the Balance Right!» Не ввійшла до альбому Construction Time Again, але з'являється в американському збірнику People Are People і у збірнику The Singles 81→85.

## Бі-сайди
Сторону «Б» займає «The Great Outdoors!» — Інструментальна композиція, написана Гором і Уайлдером. Вона з'явилася під час туру на підтримку альбому A Broken Frame, як вступна тема після інциденту з їхньою машиною Revox, у результаті якого було майже повністю знищено їх попереднє інтро, «Oberkorn (It's a Small Town)».
Включена до складу релізу 12 «Tora! Tora! Tora! (Live)» стала першою «живою» піснею, випущеної Depeche Mode на синглі. Обмежений випуск синглу (L12Bong2) містить також інші «живі» треки: «My Secret Garden», «See You» і «Satellite». Це перший сингл Depeche Mode, який, серед інших, мав і обмежений випуск.

## Музичне відео
У кліпі, коли починає звучати пісня, Уайлдер здійснює рухи губами під вокал Дейва Гаана. Режисер припустив, що співав Уайлдер, але музиканти порахували зайвим звертати увагу режисера на його помилку.

## Списки композицій
| 7" Mute / 7Bong2 | 7" Mute / 7Bong2         | 7" Mute / 7Bong2 |
| #                | Назва                    | Тривалість       |
| ---------------- | ------------------------ | ---------------- |
| 1.               | «Get the Balance Right!» | 3:12             |
| 2.               | «The Great Outdoors!»    | 5:01             |

| 12" Mute / 12Bong2 | 12" Mute / 12Bong2                         | 12" Mute / 12Bong2 |
| #                  | Назва                                      | Тривалість         |
| ------------------ | ------------------------------------------ | ------------------ |
| 1.                 | «Get the Balance Right!» (Combination Mix) | 7:57               |
| 2.                 | «The Great Outdoors!»                      | 5:01               |
| 3.                 | «Tora! Tora! Tora!» (Live)                 | 4:00               |

| Mute / L12Bong2 | Mute / L12Bong2            | Mute / L12Bong2 |
| #               | Назва                      | Тривалість      |
| --------------- | -------------------------- | --------------- |
| 1.              | «Get the Balance Right!»   | 3:12            |
| 2.              | «My Secret Garden» (Live)  | 7:28            |
| 3.              | «See You» (Live)           | 4:11            |
| 4.              | «Satellite» (Live)         | 4:28            |
| 5.              | «Tora! Tora! Tora!» (Live) | 4:00            |

| Mute / CDBong2 | Mute / CDBong2                             | Mute / CDBong2 |
| #              | Назва                                      | Тривалість     |
| -------------- | ------------------------------------------ | -------------- |
| 1.             | «Get the Balance Right!»                   | 3:12           |
| 2.             | «The Great Outdoors!»                      | 5:01           |
| 3.             | «Get the Balance Right!» (Combination Mix) | 7:57           |
| 4.             | «Tora! Tora! Tora!» (Live)                 | 4:00           |

| 12" Sire / 0-29704 | 12" Sire / 0-29704                         | 12" Sire / 0-29704 |
| #                  | Назва                                      | Тривалість         |
| ------------------ | ------------------------------------------ | ------------------ |
| 1.                 | «Get the Balance Right!» (Combination Mix) | 7:57               |
| 2.                 | «The Great Outdoors!»                      | 5:01               |
| 3.                 | «Tora! Tora! Tora!» (Live)                 | 4:00               |
| 4.                 | «Get the Balance Right!» (Edited Mix)      | 3:12               |